# Sarah Engels

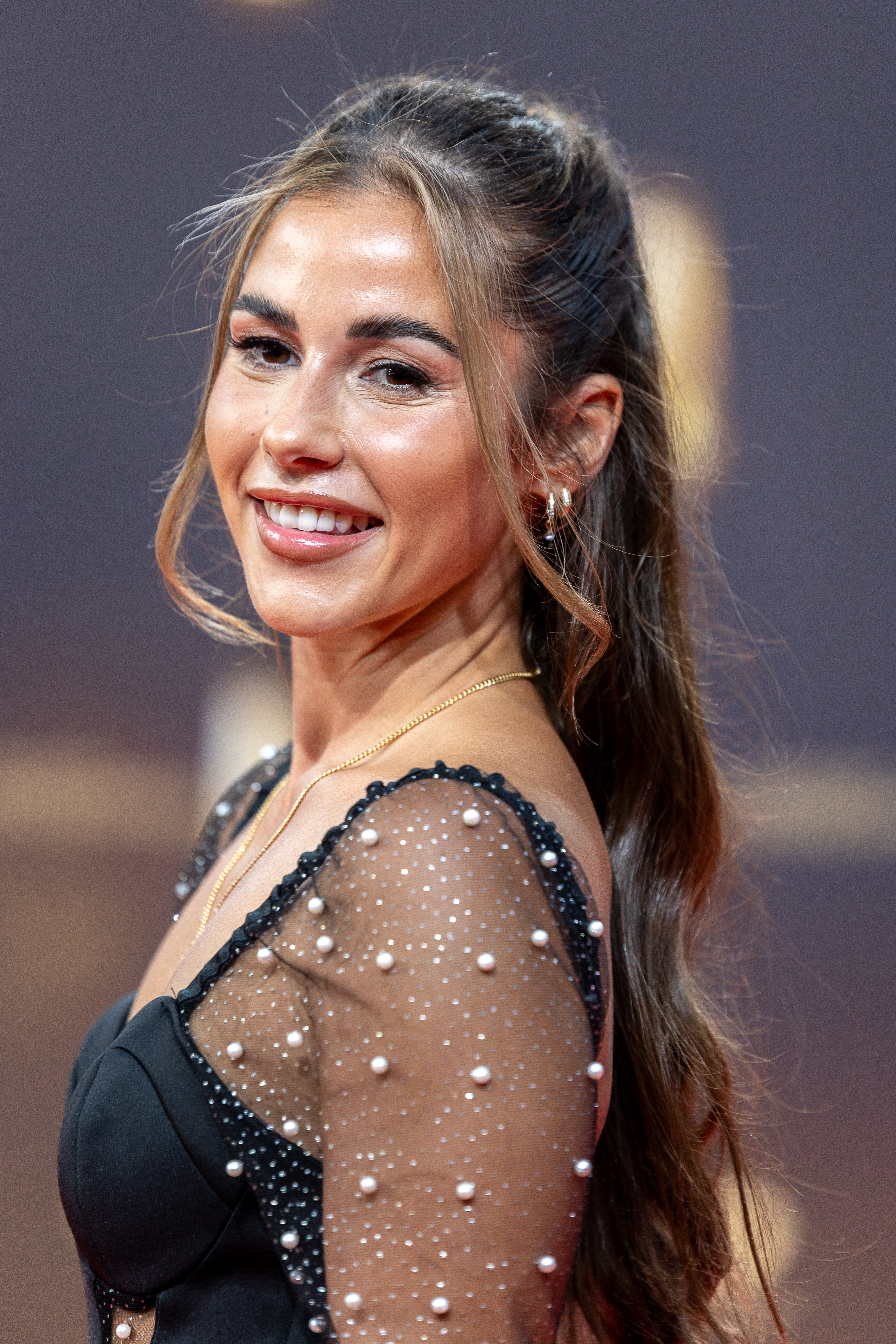
Sarah Engels (2023)

Sarah Engels (* 15. Oktober 1992 in Köln), von 2013 bis 2021 Sarah Lombardi, ist eine deutsche Sängerin. Sie wurde als Teilnehmerin der Castingshow Deutschland sucht den Superstar bekannt, bei der sie 2011 in der achten Staffel den zweiten Platz belegte.

## Leben
Sarah Engels verbrachte ihre Kindheit mit ihren Eltern und ihrem jüngeren Bruder in Hürth. Ihre Großeltern mütterlicherseits stammen aus Sizilien. Ab ihrem elften Lebensjahr trat sie bei Schul- und Straßenfesten auf und nahm vier Jahre lang Gesangsunterricht. Sie hat den Realschulabschluss.
Im Jahr 2013 heiratete sie den Sänger Pietro Lombardi, den sie 2011 während ihrer Teilnahme an Deutschland sucht den Superstar kennengelernt hatte, und nahm dessen Familiennamen an. Im Juni 2015 kam ihr gemeinsamer Sohn zur Welt. Das Paar trennte sich 2016, 2019 folgte die Scheidung.
Im November 2020 verlobte sie sich mit dem Fußballspieler Julian Büscher. Im Mai 2021 heiratete das Paar und trägt seitdem als Familiennamen den Geburtsnamen von Sarah Engels. Im Dezember 2021 wurden sie Eltern einer Tochter.

## Musikkarriere

### 2009–2011: Teilnahme anDeutschland sucht den Superstar
Engels nahm dreimal an der Castingshow Deutschland sucht den Superstar teil: In der sechsten Staffel im Jahr 2009 schaffte sie es in den Recall der letzten 120 Kandidaten, aufgrund von Textproblemen jedoch nicht bis in die erste Liveshow. 2010 nahm sie an der siebten Staffel teil, scheiterte jedoch in der zweiten Runde erneut an Textproblemen.
2011 bewarb Engels sich abermals. Sie bestand das erste Vorsingen, bei dem sie Run von Leona Lewis sang, sowie weitere Runden, u. a. auf den Malediven. Als eine von 15 Ausgewählten trat sie in der ersten Liveshow Wer schafft es in die Top 10? auf. Sie sang One Moment in Time von Whitney Houston und erhielt die neuntmeisten Zuschaueranrufe. Da lediglich die sieben Kandidaten mit den meisten Zuschaueranrufen automatisch in die erste Mottoshow kamen, erreichte Engels diese nur auf Einladung der Jury. Sie sang When You Believe von Mariah Carey bzw. Whitney Houston, erhielt die wenigsten Zuschaueranrufe und schied aus. Als jedoch die Kandidatin Nina Richel DSDS wegen gesundheitlicher Probleme verlassen musste, durfte Sarah Engels in der dritten Mottoshow wieder antreten.
In den weiteren Liveshows war sie immer unter den beiden Kandidaten mit den meisten Telefonanrufen. Sie war die fünfte Frau, die im Finale von Deutschland sucht den Superstar stand. Am 7. Mai 2011 belegte sie den zweiten Platz hinter Pietro Lombardi mit 48,1 % der Anrufe. Die Finalshow wurde auf der Grundlage der Beziehung von Engels und Pietro Lombardi inszeniert, indem die Finalisten beispielsweise in Hochzeitskleidung auftraten.
Auftritte bei Deutschland sucht den Superstar 2011
| Show (Ausstrahlungsdatum) | Song (Originalinterpret)                                   | Prozentzahl der Stimmen |
| ------------------------- | ---------------------------------------------------------- | ----------------------- |
| Casting                   | Run (Leona Lewis)                                          | —                       |
| Recall                    | Footprints in the Sand (Leona Lewis)                       | —                       |
| Recall                    | Run to You (Whitney Houston)                               | —                       |
| Recall                    | A Moment Like This (Kelly Clarkson)                        | —                       |
| Recall                    | Make You Feel My Love (Bob Dylan)                          | —                       |
| Recall                    | Hurt (Christina Aguilera)                                  | —                       |
| Top 15 (19. Februar 2011) | One Moment in Time (Whitney Houston)                       | 6,1 % (9/15)            |
| Top 10 (26. Februar 2011) | When You Believe (Mariah Carey ft. Whitney Houston)        | 6,7 % (10/10)           |
| Top 8 (12. März 2011)     | I Wanna Dance With Somebody (Whitney Houston)              | 26,0 % (1/8)            |
| Top 7 (19. März 2011)     | Release Me (Agnes Carlsson)                                | 17,3 % (2/7)            |
| Top 6 (2. April 2011)     | Symphonie (Silbermond)                                     | 20,6 % (2/6)            |
| Top 6 (2. April 2011)     | Run (Leona Lewis)                                          | 20,6 % (2/6)            |
| Top 6 (9. April 2011)     | Walking on Sunshine (Katrina and the Waves)                | 17,8 % (2/6)            |
| Top 6 (9. April 2011)     | Hurt (Christina Aguilera)                                  | 17,8 % (2/6)            |
| Top 5 (16. April 2011)    | The Best (Tina Turner)                                     | 26,5 % (1/5)            |
| Top 5 (16. April 2011)    | What a Feeling (Irene Cara)                                | 26,5 % (1/5)            |
| Top 5 (16. April 2011)    | Footprints in the Sand (Leona Lewis)                       | 26,5 % (1/5)            |
| Top 4 (23. April 2011)    | I’m So Excited (The Pointer Sisters)                       | 28,9 % (2/4)            |
| Top 4 (23. April 2011)    | Eye of the Tiger (Survivor)                                | 28,9 % (2/4)            |
| Top 4 (23. April 2011)    | A Moment Like This (Kelly Clarkson)                        | 28,9 % (2/4)            |
| Top 3 (30. April 2011)    | One Day in Your Life (Anastacia)                           | 37,3 % (1/3)            |
| Top 3 (30. April 2011)    | Lady Marmalade (Labelle)                                   | 37,3 % (1/3)            |
| Top 3 (30. April 2011)    | Beautiful (Christina Aguilera)                             | 37,3 % (1/3)            |
| Finale (7. Mai 2011)      | How Will I Know (Whitney Houston)                          | 48,1 % (2/2)            |
| Finale (7. Mai 2011)      | Run (Leona Lewis)                                          | 48,1 % (2/2)            |
| Finale (7. Mai 2011)      | Call My Name (Gewinnersong, geschrieben von Dieter Bohlen) | 48,1 % (2/2)            |

Legende:
|  | Platz 1 in der Telefonabstimmung                     |
|  | Letzter Platz in der Telefonabstimmung (Ausscheiden) |

### 2011: DebütalbumHeartbeat

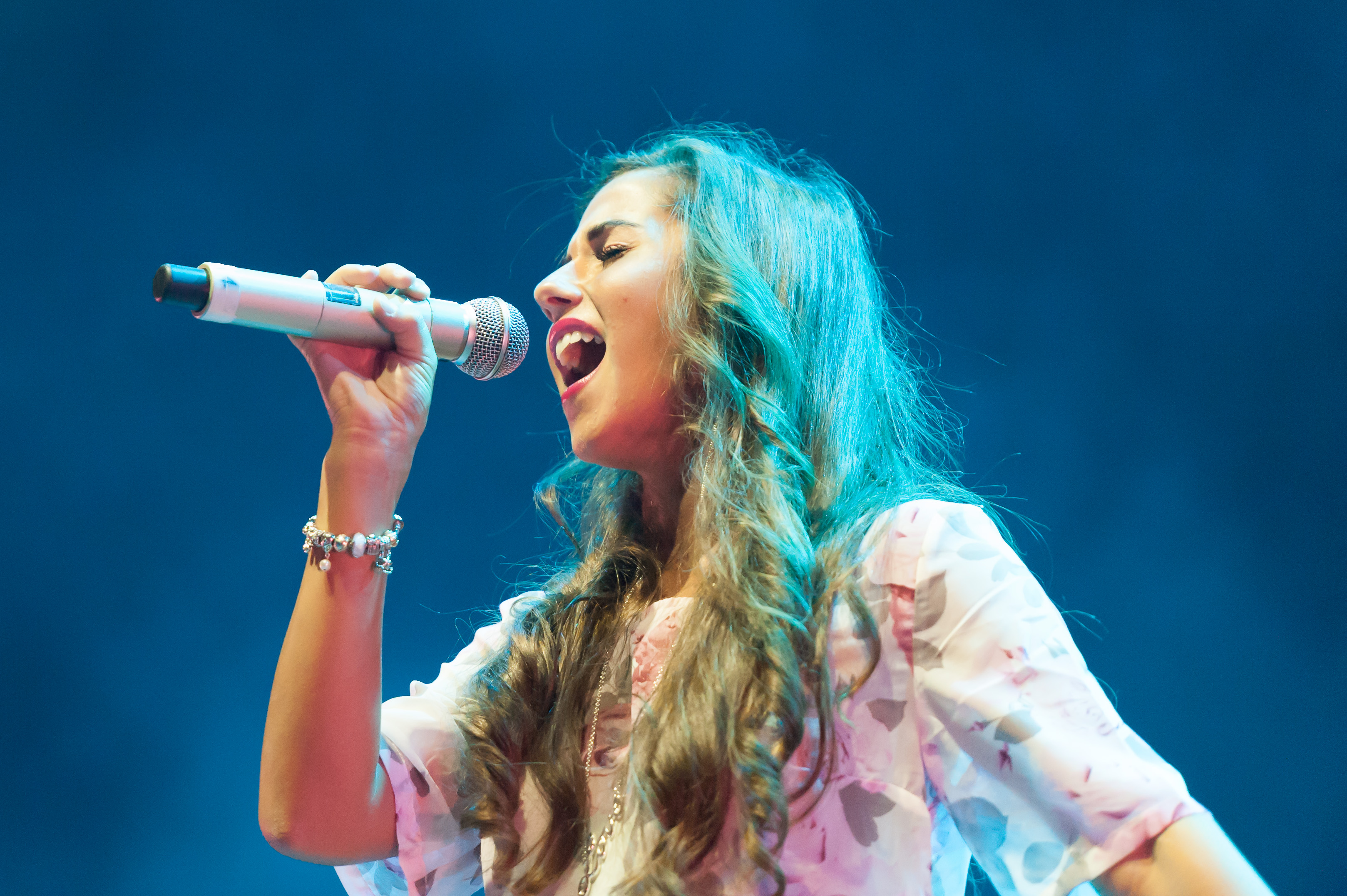
Sarah Lombardi (2014)

Am Tag des Finales von Deutschland sucht den Superstar erschien ihre erste Single Call My Name, die von Dieter Bohlen produzierte Interpretation ihres Siegersongs. Obwohl die Single nur als Download verfügbar war, erreichte sie Platz zwei der deutschen, österreichischen und Schweizer Singlecharts – jeweils hinter dem Gewinner Pietro Lombardi und seiner Interpretation des Songs. Das bereits im Finale von Deutschland sucht den Superstar angekündigte Duett mit Pietro Lombardi erschien ebenfalls im Mai 2011 auf seinem Debütalbum Jackpot. Im Juni 2011 erschien ihre zweite Single I Miss You im Duett mit Pietro Lombardi. Die Single wurde u. a. bei Wetten, dass..? und Verstehen Sie Spaß? beworben und erreichte Platz zwei der deutschen, Platz sechs der österreichischen und Platz 14 der Schweizer Singlecharts.
Ihr Debütalbum Heartbeat erschien ebenfalls im Juni 2011. Das Album enthält die Debütsingle Call My Name und Coverversionen von vier internationalen Hits, die sie bei Deutschland sucht den Superstar gesungen hatte: Run von Snow Patrol, Hurt von Christina Aguilera, One Day in Your Life von Anastacia und I’m So Excited von The Pointer Sisters. Die restlichen acht Titel des Albums wurden von Dieter Bohlen geschrieben. Kritiker bescheinigten ihr Talent und Stimme, kritisieren allerdings die Produktion der Songs und deren Texte. Das Album erreichte Platz zwei der deutschen, Platz fünf der österreichischen und Platz 13 der Schweizer Albumcharts. Als dritte Single wurde am 2. September 2011 der Titel Only for You veröffentlicht. Der Song erreichte Platz 33 der deutschen und Platz 47 der österreichischen Singlecharts. Für ihr Album Heartbeat wurde sie beim Echo als Künstlerin Rock/Pop National nominiert.
Von November bis Dezember 2011 war sie zusammen mit Pietro Lombardi auf Deutschlandtournee durch elf Städte unter dem Titel From Heartbeat to Jackpot. Im Fokus stand die Präsentation der Songs ihrer beiden Debütalben sowie Coverversionen von Songs, die von ihnen bereits bei Deutschland sucht den Superstar gesungen worden waren. Im Rahmen der Tour besuchten die beiden vorrangig Kinder und Jugendliche im Alter zwischen zehn und 15 Jahren. Anschließend waren sie Gäste bei der Tanzshow Night of the Dance. Dort trat Engels mit ihrer Single Only for You sowie gemeinsam mit Pietro Lombardi mit der Single I Miss You auf. Der Song It’s Christmas Time, den sie gemeinsam mit Pietro Lombardi für dessen Album Pietro Style einsang, platzierte sich im Dezember 2011 auf Platz 75 der Singlecharts in Österreich.
Sie wurde 2011 mit dem Napster-Fanpreis als Beste Einzelkünstlerin ausgezeichnet. Sie war zudem als Beste Durchstarterin bei den CMA Wild and Young Awards nominiert.

### 2013–2016: Sarah & Pietro als Duo

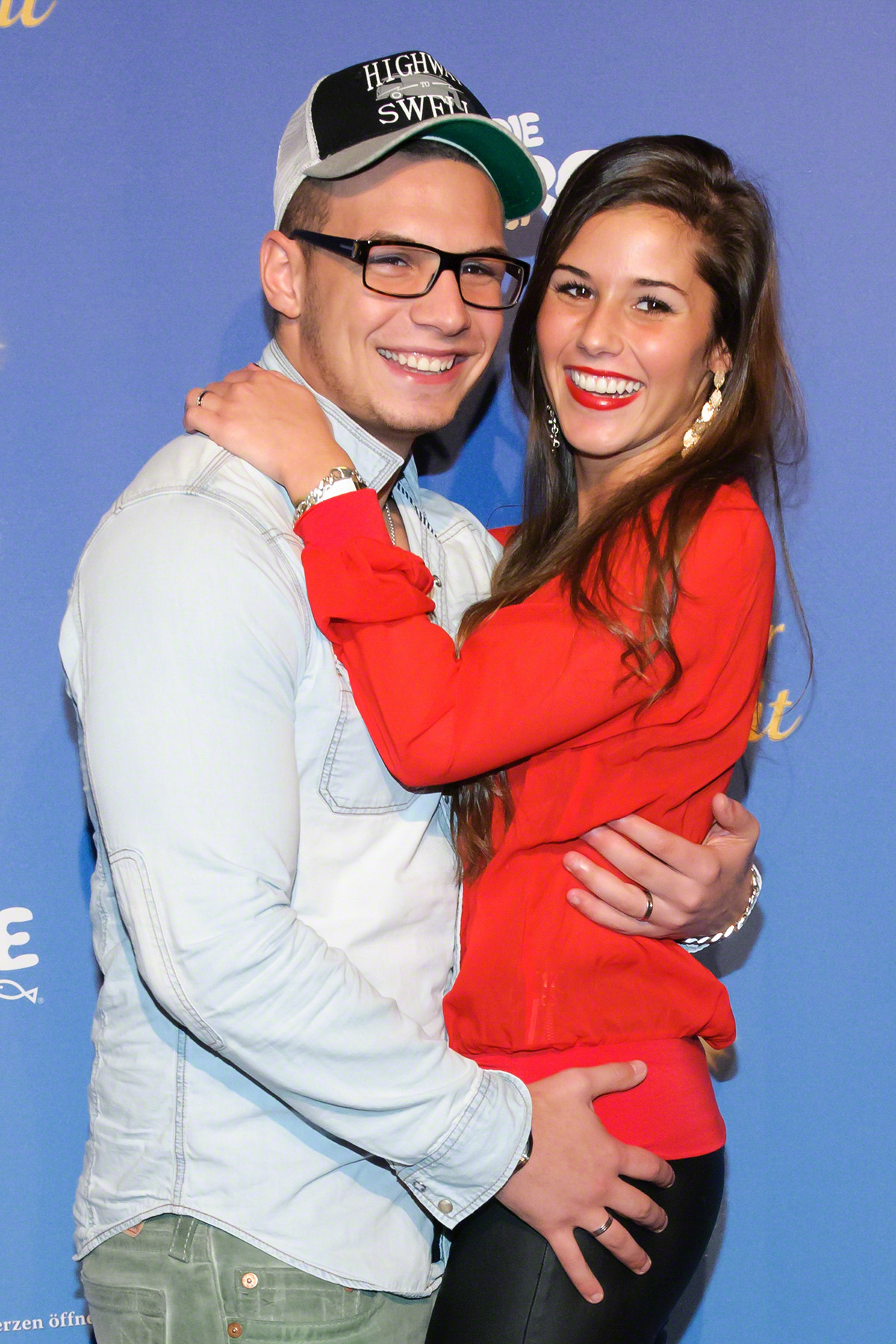
Sarah und Pietro Lombardi, 2013

Musikalisch trat sie ab 2013 gemeinsam mit ihrem Ehemann Pietro Lombardi als Duo Sarah & Pietro auf. Mitte März 2013 erschien mit der Ballade Dream Team die erste Single des Duos. Dream Team platzierte sich in Deutschland auf Platz 41, in Österreich auf Platz 60 und in der Schweiz auf Platz 65 der Singlecharts. Ihr Album, ebenfalls mit dem Titel Dream Team, wurde am 22. März 2013 veröffentlicht. Das Popalbum besteht vorrangig aus Balladen, beinhaltet jedoch auch einige schnellere Songs. Neben Duetten befindet sich auf dem Album auch der Solosong Turn Up That Night von Sarah Engels. Das Album erhielt gemischte Bewertungen von Musikkritikern. Dream Team erreichte Platz 33 in Deutschland, Platz 37 in Österreich und Platz 69 in der Schweiz.
Im Juni 2015 erschien die erste deutschsprachige Single Nimmerland von Sarah & Pietro. Der Song wurde als Titeltrack für die zweite Staffel ihrer Doku-Soap, Sarah & Pietro … bekommen ein Baby, ausgewählt und erreichte in Deutschland Platz 32, in Österreich Platz 28. Anfang Februar 2016 erschien mit Nur mit Dir eine weitere Vorab-Veröffentlichung aus dem neuen Duettalbum. Der Titel ist dem gemeinsamen Sohn gewidmet. Die deutschsprachige CD Teil von mir mit 13 Liedern erschien im März 2016 und enthält neben Balladen auch schnelle Songs. Das von Hermann Niesig produzierte Album wurde teils gelobt teils als banal und inhaltsleer verrissen. Positiv hervorgehoben wurden Sarah Engels Stimme und der Song Blackout. In Österreich erreichte das Album Platz 27, in der Schweiz und in Deutschland Platz 35 der Charts. Um das Album zu bewerben, erschien Mitte März der Song Unsere Reise als Promo-Single sowie im April 2016 Teil von mir als Videoauskopplung.

### 2018: Neuanfang als Sarah
Für einen musikalischen Neuanfang trat sie ab 2018 unter dem Namen Sarah auf und veröffentlichte im April 2018 die Single Genau hier. Der Song konnte Platz eins in den deutschen iTunes-Charts erreichen und platzierte sich auf Platz 31 in den deutschen, Platz 51 in den österreichischen und Platz 67 in den Schweizer Singlecharts. Im Mai 2018 folgte das Album Zurück zu mir mit zwölf neuen Songs. Der Song Miss You Love wurde von ihr mitgeschrieben. Das Album wurde in Nashville eingesungen. Kritiker loben ihre Stimme und benennen als ein Highlight des Albums den Song Hinterher. Die Albumproduktion sowie ein Auftritt in der Bar Honky Tonk Central in Nashville wurde in einer dreiteiligen Dokumentation von RTL II begleitet und ab Mai des Jahres 2018 ausgestrahlt. Das Album stieg jeweils auf Platz 18 in die deutschen und österreichischen Albumcharts und auf Platz 21 in den Schweizer Charts ein. Im Sommer 2018 wurden Musikvideos für zwei weitere Albumsongs veröffentlicht: Für Einzigartig schön, in dessen Video Anne Wünsche, Jazzy Gudd, Clea-Lacy Juhn, Hanna Wilperath und Louisa Dellert mitspielen, sowie für den Song Soleil.
Im August 2018 erschien der Song Wunschkonzert gemeinsam mit Stereoact. Im September folgte
der Song Auf einer Welle auf dem Album Bibi & Tina – Star-Edition, auf dem verschiedene Künstler Songs des Soundtracks zum Film neu interpretieren. Ebenfalls sang Engels das Duett Liebt er dich? gemeinsam mit Marie Wegener für deren Album Königlich ein. Gemeinsam mit DJ Herzbeat veröffentlichte sie im März 2019 die Single Weekend, eine Coverversion eines Liedes der niederländischen Band Earth & Fire, die sie in Florian Silbereisens Show Alle singen Kaiser vorstellten. Das Musikvideo erhielt bis heute (Stand: Januar 2021) über 12 Millionen Aufrufe bei YouTube. Gemeinsam mit Pietro Basile veröffentlichte sie im September desselben Jahres die Single Ich liebe nur dich, auf der sie erstmals auf Italienisch singt.

### Seit 2020: Veröffentlichungen beiAriolaals Sarah Engels
Seit Ende April 2020 ist sie beim Plattenlabel Ariola unter Vertrag. Im Mai 2020 nahm sie am Free European Song Contest für Italien teil und belegte mit ihrer Single Te amo mi amor den 13. Platz mit 37 Punkten. Der Song wurde von Philippe Heithier geschrieben und ebenfalls von ihm und Innocent Ray produziert. Das Stück erreichte Platz eins auf iTunes, Platz elf in den deutschen, Platz 24 in den österreichischen und Platz 42 in den Schweizer Charts. Im Video sind auch Robert Beitsch, mit dem sie bei Let’s Dance tanzte, und Eiskunstläufer Joti Polizoakis, ihr Partner bei Dancing on Ice, zu sehen. Der Song wurde mit dem Award Die Eins der Besten als Hit des Jahres ausgezeichnet.
Im Oktober 2020 erschien der Song Zoom, gefolgt von der Single Ich im Februar 2021, die Platz 92 in den deutschen Charts erreichte. Im März veröffentlichte sie den Song Love Is Love. Der Titel konnte sich nicht in den offiziellen deutschen Singlecharts platzieren, erreichte jedoch Rang zehn der Single-Trend-Charts. Im April 2021 erschien das Album Im Augenblick, das Platz acht in den deutschen, Platz 16 in den österreichischen und Platz 26 in den Schweizer Albumcharts erreichte. Die meisten Songs für das Album stammen von Philippe Heithier; Flügel in Gedanken wurde unter anderem von Cassandra Steen, Alles auf rot von Elif und Einen Anruf entfernt von Jérôme Klusáček, dem Sohn von Chris Roberts, geschrieben.
In dem ich Juli 2023 erschienen Kinofilm Miraculous: Ladybug & Cat Noir – Der Film übernahm Engels die Gesangsstimme der Hauptfigur Marinette. Ende August erschien ihre neue Single Para Siempre (für immer).

## Fernsehproduktionen
Im Sommer 2012 war sie gemeinsam mit Pietro Lombardi in der Reality-Show Star Race bei RTL zu sehen, um gegen weitere Teilnehmer bei einem Wettrennen durch die Philippinen anzutreten. Sie waren im selben Jahr auch in der Show Mein Mann kann auf Sat.1 zu sehen. Engels trat im Juli 2013 gegen ihren Mann in der ProSieben-Unterhaltungsshow Clash! Boom! Bang! an und siegte. Im November 2013 waren beide bei RTL in der Reality-Show Der VIP-Bus – Promis auf Pauschalreise zu sehen, in der sie auf einer Busreise durch Italien begleitet wurden. Im Juli 2014 strahlte RTL die Prominentenausgabe des Familienduells aus, in der Engels mit ihrem Team gegen das Team um Schwergewichtsheber Matthias Steiner gewann.
Zwischen März und Juni 2016 war Engels Teilnehmerin in der Tanzshow Let’s Dance auf RTL. Ihr Tanzpartner war Robert Beitsch. Sie belegten den zweiten Platz. Im November 2016 zeigte RTL II in der Dokushow Sarah & Pietro – Die ganze Wahrheit einen Rückblick auf die Beziehung des Paars nach der Trennung. 2017 war Engels Kandidatin bei Grill den Henssler und Promi Shopping Queen. Im Oktober 2017 wurde einmalig die Sendung Sarah – Das große Interview ausgestrahlt. In dieser wurde Engels von Detlef Soost interviewt und von ihm an verschiedene Orte begleitet, mit denen sie bedeutsame Erinnerungen verbindet.
2018 nahm sie an der Sendung Das große Promibacken bei Sat.1 teil, bei der sie den ersten Platz belegte. Sie gewann 10.000 Euro für einen guten Zweck. Eine Dokumentation über die Produktion ihres Albums Zurück zu mir wurde in drei Folgen ab Mai 2018 auf RTL II ausgestrahlt. Im September 2018 war sie als Kandidatin von Fort Boyard zu sehen. Im Dezember desselben Jahres verlor sie in der Show Schlag den Star gegen Eko Fresh. Sie nahm 2018, 2019 und 2020 an den Prominentenspecials von Ninja Warrior Germany teil, bei dem Geld für einen guten Zweck gesammelt wurde.
Ab Januar 2019 war Engels gemeinsam mit Joti Polizoakis in Dancing On Ice auf Sat.1 zu sehen; sie belegten den ersten Platz. Aufgrund ihres Erfolgs war das Paar zwischen Ende November 2019 und Anfang März 2020 bei elf Showterminen der Tour Showtime von Holiday on Ice in verschiedenen Städten in Deutschland dabei. Ende 2019 war sie neben Dieter Bohlen und Bruce Darnell Jurorin bei Das Supertalent. Im Dezember 2019 und an Neujahr 2022 hatte sie eine Rolle in zwei Folgen der Fernsehreihe Das Traumschiff.
Im März 2020 gab sie ihr Debüt als Moderatorin und moderierte zusammen mit Jochen Schropp die Musikshow United Voices auf Sat.1. Im September 2020 war sie in der ZDF-Show Einfach super! zu sehen. Im Herbst 2020 war Engels unter dem Kostüm des Skeletts Teilnehmerin der dritten Staffel der ProSieben-Sendung The Masked Singer und belegte den ersten Platz. In den Medien wurde ihre Stimme u. a. als die beste Stimme aller Kandidaten der dritten Staffel und kraftvoll beschrieben. Außerdem war sie 2020 Jurymitglied in der Sat.1-Show Pretty in Plüsch. Im Dezember 2020 trat sie in der Sendung Die Show mit dem Sortieren an. Im April 2021 war Engels bei Verstehen Sie Spaß? als Lockvogel für einen Streich mit Luca Hänni zu sehen.
Engels war am 23. April 2022 bei Deutschland sucht den Superstar als Gastjurorin in der 2. Liveshow zu sehen. Im Dezember 2022 war sie Wettkandidatin in einer Folge von Ich setz auf Dich.
Am 9. Juni 2023 trat Engels bei Music Impossible auf und interpretierte ihren Song Te amo mi amor im Stil der Musik von Jennifer Weist. Am 15. Februar 2025 war sie zum zweiten Mal Kandidatin bei Schlag den Star. Sie besiegte ihre Gegnerin Evelyn Burdecki und sicherte sich die 100.000 € Gewinnsumme. Im Mai 2025 nahm sie als Spielerin bei Raabs Pokernacht auf RTL teil.

## Diskografie
Studioalben

| Jahr | Titel Musiklabel                    | Höchstplatzierung, Gesamtwochen, AuszeichnungChartplatzierungen (Jahr, Titel, Musiklabel, Platzierungen, Wochen, Auszeichnungen, Anmerkungen) | Höchstplatzierung, Gesamtwochen, AuszeichnungChartplatzierungen (Jahr, Titel, Musiklabel, Platzierungen, Wochen, Auszeichnungen, Anmerkungen) | Höchstplatzierung, Gesamtwochen, AuszeichnungChartplatzierungen (Jahr, Titel, Musiklabel, Platzierungen, Wochen, Auszeichnungen, Anmerkungen) | Anmerkungen                          |
| Jahr | Titel Musiklabel                    | DE | AT | CH | Anmerkungen                          |
| ---- | ----------------------------------- | --- | --- | --- | ------------------------------------ |
| 2011 | Heartbeat Polydor (UMG)             | DE2 (13 Wo.)DE | AT5 (11 Wo.)AT | CH13 (9 Wo.)CH | Erstveröffentlichung: 24. Juni 2011  |
| 2018 | Zurück zu mir El Cartel Music (UMG) | DE18 (4 Wo.)DE | AT18 (1 Wo.)AT | CH21 (1 Wo.)CH | Erstveröffentlichung: 4. Mai 2018    |
| 2021 | Im Augenblick Ariola (Sony)         | DE8 (4 Wo.)DE | AT16 (3 Wo.)AT | CH24 (1 Wo.)CH | Erstveröffentlichung: 23. April 2021 |

## Tourneen
Musik
- 2011: From Heartbeat to Jackpot (mit Pietro Lombardi)

Eiskunstlauf
- 2019–2020: Showtime von Holiday On Ice (mit Joti Polizoakis)

## Fernsehen
Schauspiel
- 2019, 2022: Das Traumschiff – Antigua, Namibia
- 2022: Die Tänzerin und der Gangster – Liebe auf Umwegen

Moderation
- 2020: United Voices, Sat.1 (mit Jochen Schropp)

Jurymitglied
- 2019: Das Supertalent, RTL
- 2020: Pretty in Plüsch, Sat.1
- 2022: Deutschland sucht den Superstar, RTL (Gastjurorin)[41]

Doku-Soap (RTL II)
- 2015: Sarah & Pietro … bauen ein Haus
- 2015: Sarah & Pietro … bekommen ihr Baby
- 2016: Sarah & Pietro ... im Wohnmobil durch Italien
- 2016: Sarah & Pietro – Die ganze Wahrheit
- 2017: Sarah – Das große Interview
- 2018: Sarah – Zurück zu mir

## Auszeichnungen
- 2011: Napster-Fanpreis als Bester Einzelkünstler
- 2013: Bravo Otto als Hot Couple of the Year (gemeinsam mit Pietro Lombardi)
- 2016: InTouch Awards als Paar des Jahres (gemeinsam mit Pietro Lombardi)
- 2021: Die Eins der Besten als Hit des Jahres für Te amo mi amor[42]

Nominierungen
- 2011: CMA Wild and Young Award als Beste Durchstarterin
- 2012: Echo Pop als Künstlerin Rock/Pop National für Heartbeat